# 世界の終わりの魔法使い
『世界の終わりの魔法使い』（せかいのおわりのまほうつかい）は、西島大介による日本の漫画作品。略称は「せかまほ」。キャッチコピーは「魔法なんて信じない。でも、君は信じる。」。

## 概要
2005年に河出書房新社より描き下ろしで発行された第一部『世界の終わりの魔法使い』は、元々一巻完結の読みきり作品だったが、シリーズ化が決まり、1000年前のアンとムギの出会いを描いた『世界の終わりの魔法使いII 恋におちた悪魔』が2006年に刊行された。
シリーズ第三作『世界の終わりの魔法使いIII 影の子どもたち』を入稿後、原稿の一部67ページが出版社によって紛失という出来事が発生。これらの経緯は太田出版の雑誌『本人（hon-nin）』に掲載された後、評論家の大谷能生による論考を加えて『魔法なんて信じない。でも君は信じる。』として2009年に単行本にまとめられた。2020年4月15日には『魔法なんて信じない。でも君は信じる。完全版』が電子書籍として配信された。
第三作は原稿紛失により描き直しが行われており、紛失前の原稿は2009年11月に刊行された単行本とは内容が異なっている。2010年4月29日から5月9日にかけて、渋谷のアパレルショップ「galaxxxy in Hi-Fi」で開催された西島の展示会「世界の終わりのgalaxxxy」では、改変前の貴重なコピー原稿が展示された。
この三部作でアンとムギの物語は完結となっているが、新シリーズ『世界の終わりの魔法使いIV 小さな王子さま』（以下第四部）が『モーニング・ツー』（講談社）で2007年5号から2008年9号まで連載され、2012年に単行本が発売された。幼いノロ王子ことテオドールを主人公とした物語で、これまで出た作品の中では最も過去の話となっている。
未定ではあるが、シリーズとしては九部作の構想があり、第一部から第三部はシリーズの真ん中に位置するという。第四部から第六部はノロ王子の三部作、そして第七部から第九部はアンの娘の三部作になる予定だという。
2013年11月に発売されたグラフィックデザイン誌・『月刊MdN』12月号の表紙を本作の描き下ろしイラストが飾った。
2014年5月3日より、ヴィレッジヴァンガードの一部店舗やWEBサイトにて、本作のグッズが販売された。
文化庁による「令和元年度 国内クリエイター創作支援プログラム」の一環として、新作『世界の終わりの魔法使い 5 呪われし者たち（仮）』の制作が決定。
2019年11月24日に私家版『世界の終わりの魔法使い5』第一話を同人誌にて発表した後、2019年12月11日から2021年5月16日まで残りの回と私家版『世界の終わりの魔法使い6』がpixivFANBOXにて連載。2020年3月に行われたイベントでは、私家版『世界の終わり魔法使い5』が販売された。
2020年3月6日には完全版の第一部から第三部までが作者の個人出版レーベル・島島から電子書籍で販売された。2020年11月から、駒草出版より完全版の刊行を開始。
2021年12月、10年ぶりの新作として第五部『巨神と星への旅』が発売。同作は第四部から開始された「新3部作」の真ん中に位置するストーリーとなっている。
2022年3月24日に第六部『孤独なたたかい』が発売され、シリーズが完結している。

## あらすじ
1000年前の『魔法大戦』の影響で人々が魔法を使えるようになった世界。
唯一魔法を使えない少年ムギはある日、科学の力で飛ぼうとするも失敗し、魔王のお城に激突し、周辺の森に落ちてしまう。
そこで怪物トロルに襲われるが、そこでムギを救ったのは、謎の魔法使いの少女サン・フェアリー・アンだった。

## 登場人物
声優はオーディオドラマ版に出演のキャスト。

### 主要人物
サン・フェアリー・アン
声 - 金元寿子
シリーズを通しての主人公。謎の魔法使いの少女。口癖は「プー」。魔王のお城に封印されていた悪魔の血を引く大魔法使い。
顔の左半分を包帯で覆い、帽子をかぶった頭には長く尖り、先端が折れ曲がった角が生えている。
ムギ
声 - 平田真菜
第一部から第三部の主人公。村でただ一人魔法を使えない少年。科学の力を使い、エアボードで飛ぼうとする。
両親を連れ去った魔法使いと魔法が嫌い。
その正体は1000年前に第二部でのムギをオリジナルとした、アンが作り出した影。
シッポ猫
声 - 野中藍
ムギの飼い猫。アンの作り出した影。

### 魔法星団
テオドール・ノロ
第二部から登場。第四部の主人公で第二王子。旧王族の血を引く魔法使い。禁じられた魔法『影』を使い、王国を再建しようとする。
アンに思いを寄せるが振られる。
ネズ
第二部から登場。トガリミミ族の孤児。テオドールの義理の妹でアンのライバル。
1000年後に魔法星団の将軍になる。
クリム
第二部から登場。アンの友達。1000年後に大魔導士になる。泣き虫な性格。
クリスパン・ノロ
IVに登場。テオドールの兄で第一王子。
ノロ国王
魔法星団を統べるトガリミミ族の王。テオドールとクリスパンの父親。
大魔道士さま
第二部から登場。魔法星団を率いるおじいさん。
未来視
予言者の一族。老いた姿で生まれ、成長するにつれ若返っていく。

### 発達した科学団
ア゛ーくん
科学団のエースパイロット。第一部に登場したムギの同級生3人組のうちの一人の影のオリジナルと思われる。

### 時のない世界
先生
声 - 関輝雄
本好きな歴史の教師。第二部の発達した科学団の提督をオリジナルとしたと思われる影。
同級生
声 - 杉浦慶子、山下真琴、粕谷雄太
ムギをバカにしてイジメる三人組。

### 魔物たち
魔物
声 - 中田隼人
森に生息する怪物たち。影から作り出される副作用。
ゴーレム
声 - 渋谷茂
アンを封印していた魔王のお城の正体。
黒きドラゴン
魔物の王。

## 書誌情報

### 単行本
- 西島大介、河出書房新社→講談社〈九龍コミックス→KCピース〉[注 2]、全4巻
  1. 『世界の終わりの魔法使い』2005年2月28日発行、ISBN 4-309-72846-4
  2. 『世界の終わりの魔法使いII 恋におちた悪魔』2006年9月30日発行、ISBN 4-309-72848-0
  3. 『世界の終わりの魔法使いIII 影の子どもたち』2009年11月30日発行（11月20日発売[21]）、ISBN 978-4-309-72849-0
  4. 『世界の終わりの魔法使いIV 小さな王子さま』2012年1月23日発売[8][7]、ISBN 978-4-06-376118-4

### 完全版
- 西島大介 『世界の終わりの魔法使い 完全版』 駒草出版、全6巻
  1. 「すべての始まり」2020年11月30日発売[18]、ISBN 978-4-909646-34-7
  2. 「恋におちた悪魔」2021年3月1日発売[22]、ISBN 978-4-909646-36-1
  3. 「影の子どもたち」2021年6月2日発売[23]、ISBN 978-4-909646-40-8
  4. 「小さな王子さま」2021年9月3日発売[24]、ISBN 978-4-909646-45-3
  5. 「巨神と星への旅」2021年12月6日発売[19]、ISBN 978-4-909646-48-4
  6. 「孤独なたたかい」2022年3月24日発売[20]、ISBN 978-4-909646-51-4

## ラジオドラマ
2013年7月22日から26日にNHK-FMの『青春アドベンチャー』内で放送。
2018年2月26日から3月2日に本作のラジオドラマが再放送されることを記念して、西島が記念イラストを描き下ろした。

### スタッフ
- 原作：西島大介[25]
- 脚色：小松與志子[25]
- 演出：木村明広[25]
- 技術：小林健一[25]
- 音響効果：金本美雨[25]
- 選曲：黒田賢一[25]

### 出演
- ムギ：平田真菜[1]
- アン：金元寿子[1]
- 先生：関輝雄[1]
- シッポ猫：野中藍[1]
- 少年：杉浦慶子、山下真琴、粕谷雄太
- 実況：森岳志
- 魔物：中田隼人
- ゴーレム（魔王のお城）：渋谷茂
- 語り：高橋理恵子[1]

## 影の魔法と魔物たち
2020年3月には本作をボードゲーム化した『影の魔法と魔物たち』が発表され、10月9日に通信販売にて正式に発売された。

## オーディオブック
2021年3月18日には第一部の完全版『すべての始まり』がオーディオブック化され、Audibleとaudiobook.jpにて配信された。

## 原画展
2022年4月13日より、東京都の青山ブックセンター本店内のギャラリースペースにて、本作の展覧会「世界の終わりの原画展 2005-2022」を開催。